# Худоназаров Давлатназар
Давлатназар Худоназаров (13 березня 1944, місто Хорог, тепер Горно-Бадахшанська автономна область, Таджикистан) — таджицький радянський кінорежисер, голова Спілки кінематографістів СРСР, народний артист Таджицької РСР (1989). Член ЦК КПРС у 1990—1991 роках. Народний депутат СРСР (1989—1991).

## Життєпис
Народився в родині педагогів. Мати — вчителька початкових класів. Батько викладав, був директором школи, керував районним та обласним відділами освіти, Таджицьким республіканським інститутом удосконалення вчителів.
Навчався в середній школі. З 1958 року працював помічником та асистентом кінооператора Миколи Олоновського на кіностудії «Таджикфільм».
У 1965 році закінчив операторський факультет Всесоюзного державного інституту кінематографії (ВДІК) в Москві.
З 1964 року — кінооператор, кінооператор-постановник ігрових та документальних фільмів для кіно та телебачення, режисер-постановник художніх фільмів кіностудії «Таджикфільм» у місті Душанбе. Операторські роботи Худоназарова відрізнялися почуттям стилю та майстерним володінням засобами кіномови. Вважається, що роботи Худоназарова як оператора, сценариста і режисера заклали основу поетичного напрямку в таджицькому кінематографі.
Член КПРС з 1981 року.
З початку перебудови Худоназаров поступово відходить від творчості, все більше часу та сил приділяючи громадській, а потім і політичній діяльності. У 1986 році, незважаючи на протидію з боку ЦК Компартії Таджикистану, обраний першим секретарем Спілки кінематографістів Таджицької РСР. У 1986—1990 роках — секретар правління Спілки кінематографістів СРСР.
У 1989 році Худоназаров перемагає на виборах народного депутата СРСР від Шугнану (Горно-Бадахшанська автономна область). На З'їзді народних депутатів СРСР увійшов до складу Комітету з освіти, науки та культури. Приєднався спочатку до Московської групи депутатів, згодом став членом Міжрегіональної депутатської групи.
У червні 1990—1991 роках — голова Спілки кінематографістів СРСР. У травні 1991 року брав участь у перетворенні Спілки кінематографістів СРСР у Конфедерацію Спілок кінематографістів, що після розпаду СРСР дозволило зберегти організацію.
Восени 1991 року Худоназаров за підтримки Демократичної партії Таджикистану, Партії ісламського відродження, Національно-демократичного руху «Растохез» та мусульманського духовенства був висунутий кандидатом на перших в історії Таджикистану виборах президента. 24 листопада 1991 року він набрав близько 30 % голосів і зазнав поразки від кандидата колишньої комуністичної еліти Рахмона Набієва. Після початку в 1992 році громадянської війни в Таджикистані Худоназаров займається миротворчою діяльністю.
У 1993 році, після оголошення Худоназарова разом з іншими прихильниками опозиції в міжнародний розшук як державного злочинця, на запрошення американських кінематографістів їде до США. З жовтня 1993 по серпень 1994 року був запрошеним вченим у Woodrow Wilson Center (США), також співпрацював з Інститутом Джорджа Кеннана, продовжуючи займатися миротворчою та гуманітарною діяльністю в Таджикистані.
У 1995 році переїхав до Москви (Російська Федерація), співпрацював з організаціями захисту прав біженців з Таджикистану та Афганістану, як представник міжнародної гуманітарної організації «Фокус». На початку 2000-х повернувся в політику, очолив московське відділення партії «Союз людей за освіту та науку», а також став одним із заступників голови цієї партії.

## Вибрана фільмографія

### Режисер
- Колискова (короткометражний, автор сценарію) (1966)
- Юності перший ранок (телефільм) (1979)
- У талому снігу дзвін струмка (1982)
- Нас водила молодість (документальний, автор сценарію) (1983)
- Льотчик (документальний, автор сценарію) (1984)
- Народження (документальний, автор сценарію) (1984)
- Витоки (документальний, автор сценарію) (1985)
- Устод (документальний, автор сценарію) (1987)
- Мрія про незалежність (документальний, відео, автор сценарію, США) (1995)

### Оператор
- Колискова (короткометражний) (1966)
- Джура Саркор (1969)
- Сказання про Рустама (1971)
- Одного життя мало (1974)
- Сімейні справи Гаюрових (телефільм) (1975)
- Сказання про Сіявуша (1976)
- Хто поїде в Трускавець (телефільм) (1977)

## Нагороди та відзнаки
- Державна премія Таджицької РСР імені Рудакі (1972)
- Заслужений працівник культури Таджицької РСР (1977)
- Народний артист Таджицької РСР (1989)